# فيكتور هوانغ
فيكتور هوانغ (بالصينية: 黄维德) هو ممثل صيني، ولد في 21 أكتوبر 1971 بتايبيه في تايوان.

## أعمال

### أفلام
- (2018) حقيقة أم جرأة

### مسلسلات
- الممالك الثلاث

## وصلات خارجية
- فيكتور هوانغ على موقع IMDb (الإنجليزية)
- فيكتور هوانغ على موقع قاعدة بيانات الفيلم (الإنجليزية)